# Askbröstad tangara
Askbröstad tangara (Geospizopsis plebejus) är en fågel i familjen tangaror inom ordningen tättingar.

## Utseende
Askbröstad tangara är en liten finkliknande fågel med påtagligt liten näbb. Fjäderdräkten är rätt färglös, men kombinationen av tydligt ljusa "glasögon", den lilla näbben och mörkstreckad rygg är unik. Adulta fåglar har ostreckat gråaktig undersida, ungfåglarna streckad.

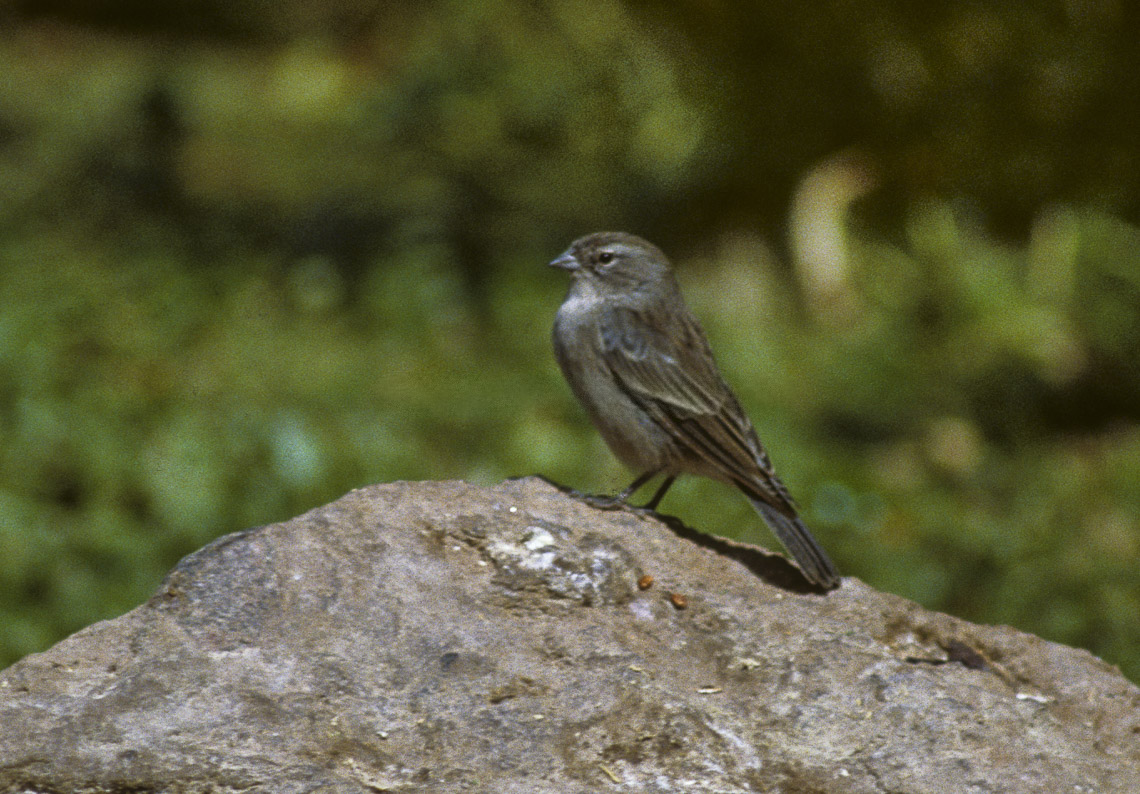

## Utbredning och systematik
Askbröstad tangara förekommer i Anderna från Peru till nordvästra Argentina och norra Chile. Den delas in i två underarter med följande utbredning:
- Geospizopsis plebejus ocularis – Anderna i Ecuador och nordligaste Peru (Tumbes och Piura)
- Geospizopsis plebejus plebejus – Anderna från Peru till Bolivia, norra Chile och nordvästra Argentina

Vissa urskiljer även underarten naroskyi med utbredning i nordcentrala Argentina.

### Släktestillhörighet
Denna art och närbesläktade blygrå tangara placerades tidigare i Phrygilus. DNA-studier visar dock att de endast är avlägset släkt och snarare står nära Haplospiza. Dessa urskiljs därför allt oftare i ett eget släkte, Geospizopsis.

### Familjetillhörighet
Liksom andra finkliknande tangaror placerades denna art tidigare i familjen Emberizidae. Genetiska studier visar dock att den är en del av tangarorna.

## Levnadssätt
Askbröstad tangara hittas högt uppe i Anderna på steniga sluttningar med buskar, i gräsmarker och i byar. Den ses ofta i kringflygande flockar tillsammans med andra fröätande småfåglar.

## Status
Arten har ett stort utbredningsområde och beståndet anses stabilt. Internationella naturvårdsunionen IUCN listar den därför som livskraftig (LC).